# Rojovník
Rojovník, také medvědí košiláč (Rhododendron, dříve Ledum) je skupina druhů rodu pěnišník (Rhododendron), dříve určovaná botaniky jako samostatný rod čeledi vřesovcovité. Nyní je v rodu pěnišník bývalý rod rojovník zaveden jako podsekce (Ledum). Podsekce Ledum zahrnuje osm druhů stálezelených keřů s přirozeným výskytem v mírném a subarktickém pásmu severní polokoule, známých také jako Labrador Tea (labradorský čaj). Pěnišníky zařazované do podsekce rojovník (Ledum) často rostou spolu s jedovatými rostlinami, jako jsou mamota bělolistá (Kalmia polifolia) a kyhanka (Andromeda). Některé druhy zařazované do rodu rojovník (např. Ledum groenlandicum a L. palustre) lze od kyhanky snadno rozlišit podle rzivosti barevných chloupků na spodní straně listů.

## Výskyt
Pěnišníky dříve zařazované do rodu rojovník se velice vzácně vyskytují ve vřesovištních společenstvích v ČR v oblastech uchráněných vlivu zemědělství, jako jsou Jeseníky, Lužické hory, Šumava nebo mokřadech na jihu ČR. Velmi hojně se vyskytuje pěnišník R. tomentosum v přirozených společenstvích v Polsku, ve Slovinském národním parku v prostoru po těžbě rašeliny poblíž vesnice Żarnowska, měně často pak kolem města Łeba a Rowy .

## Popis
Listy mají čárkovitý nebo čárkovitě kopinatý tvar. Jsou tuhé a celokrajné. Květy jsou bílé, nevelké. Hroznovitá květenství ve shlucích na koncích větví. Kalich pětičetný.

## Taxonomie
Botanici sloučili rod Ledum s rodem Rhododendron. Nedávné genetické důkazy ukazují, že druhy dříve zařazované v tomto rodu mají být správně umístěny v rodu rododendron(pěnišník), kde se nyní nachází jako podsekce (Ledum) v rodu (Rhododendron).
Vzhledem k tomu, že některé druhové názvy používané u rojovníku (Ledum) nemohly být použity při zařazení do rodu (Rhododendron) protože stejná druhová jména byla již použita u jiných druhů pěnišníků, musela být přijata zcela nová jména u řady druhů.

## Druhy

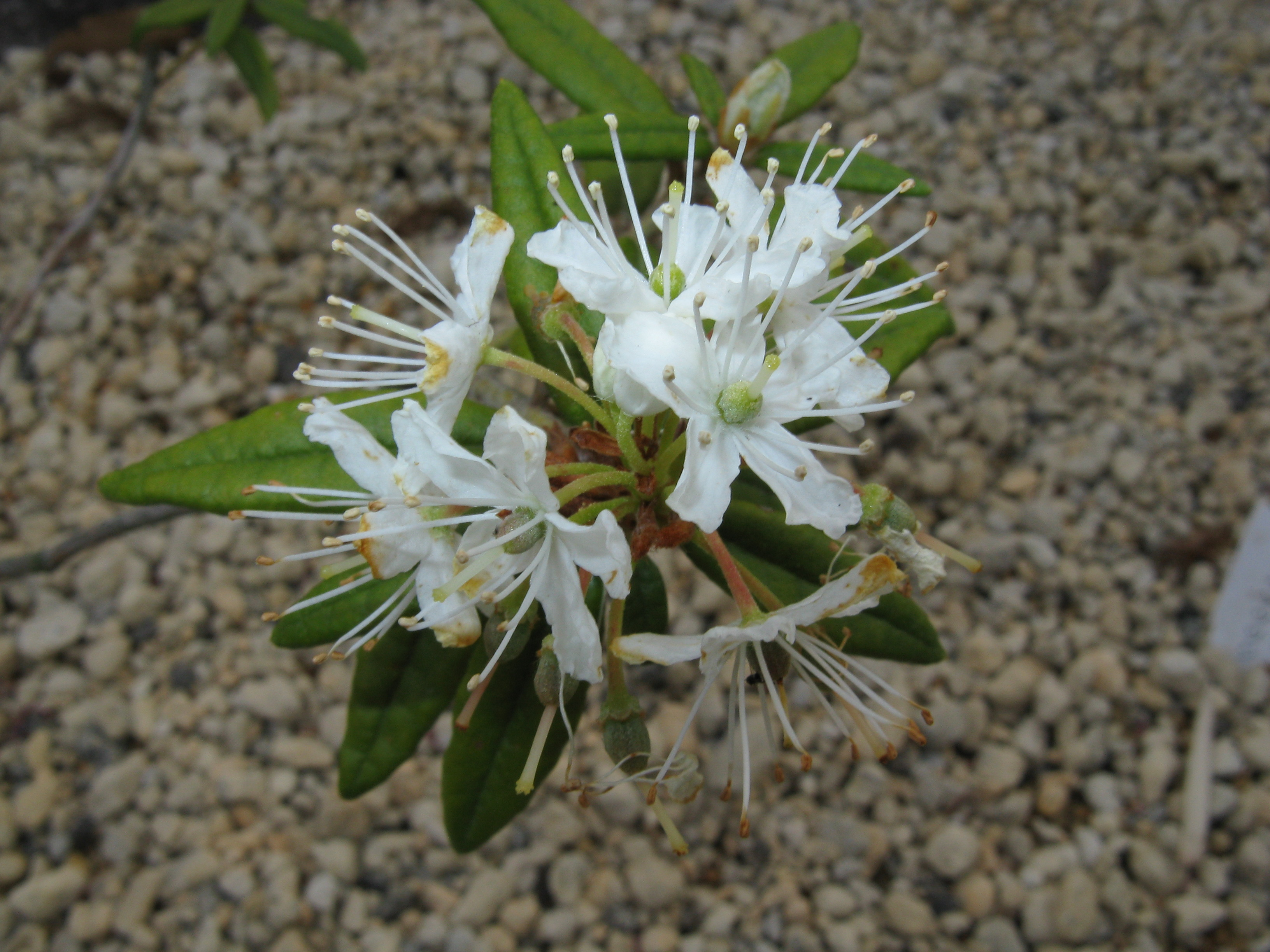
Pěnišník zařazovaný do podsekce rojovník (Ledum), květ

Druhy rojovníků zařazené v Ledum, s jejich přijatými názvy v Rhododendron, jsou:
- Ledum decumbens = Rhododendron subarcticum Harmaja
- Ledum glandulosum = Rhododendron neoglandulosum Harmaja
- rojovník grónský Ledum groenlandicum = Rhododendron groenlandicum (Oeder) Kron & Judd
- Ledum hypoleucum = Rhododendron hypoleucum (Kom.) Harmaja
- Ledum macrophyllum = Rhododendron tolmachevii Harmaja
- rojovník bahenní (Ledum palustre) = (Rhododendron tomentosum Harmaja) je zapsaný v červeném seznamu rostlin jako ohrožený druh.
- Ledum palustre var. diversipilosum = Rhododendron diversipilosum (Nakai) Harmaja
- Ledum subulatum = Rhododendron subulatum (Nakai) Harmaja

### Kříženec
Přirozený kříženec je :
- Ledum columbianum = Rhododendron × columbianum (R. groenlandicum × R. neoglandulosum)

## Užití
Některé druhy (např. L. groenlandicum) byly používány k výrobě labradorského čaje. Jiné druhy mají různou úroveň toxicity (např. L. glandulosum). Stálezelený L. groenlandicum roste pomaleji, ale své listy drží na větvích celý rok. Uživatelé by měli dbát aby sklizní listů nevyčerpávali příliš rostliny.
Pěnišníky zařazované do podsekce rojovník (Ledum) sloužily jako konzervační činidlo a také při vaření piva.
Pěnišníky zařazované do podsekce rojovník (Ledum) např. Ledum palustre jsou rostlinami pěstovanými ve skalkách a ve skupinách vřesovištních rostlin.

## Léčebné účinky
Podle ruské studie z roku 1991, se pomocí pěnišníků zařazovaných do podsekce rojovník (Ledum) podařilo téměř úplně inaktivovat Tick-Borne Enchepalitis Virus, virus který se podle některých podílí v patogenezi Lymské boreliózy.
Látky které jsou v druzích pěnišníků podsekce rojovník (Ledum) obsaženy (ledol a další), vyvolávají agresivitu. Možná byly používány při navozování „berserkovského vzteku“.